# Gonomyia sexlobata
Gonomyia sexlobata är en tvåvingeart som beskrevs av Evgenyi Nikolayevich Savchenko 1978. Gonomyia sexlobata ingår i släktet Gonomyia och familjen småharkrankar. Inga underarter finns listade i Catalogue of Life.